# Listă de jocuri Microïds
Acest articol reprezintă o listă de jocuri dezvoltate si editate de compania franceză de jocuri MC2 France, sub diversele lor branduri ca Microïds, Index+ și Wanadoo Edition.
(Această listă este incompletă și are nevoie să fie verificată)
| - Grand Prix 500 cc (1986) - Superbike Challenge (1987) - Downhill Challenge (1987) - Super Ski (1988) - Highway Patrol (1989) - Chicago 90 (1989) - Highway Patrol 2 (1990) - Super Ski 2 (1990) - Eagle's Rider (1990) - Sliders (1991) - Killerball (1991) - Grand Prix 500 2 (1991) - Nicky Boom (1992) - Action Sport (1993) - Super Sport Challenge (1993) - Ultimate Domain (1993) - Nicky 2 1993 - Super Ski 3 (1994) - Genesia (1994) - Carlos (1994) - Evidence: The Last Report (1996) - Secret Mission (1996) - Saban's Iznogoud (1997) - Rising Lands (1997) - Amerzone (1999) - Corsairs: Conquest at Sea (1999) - Empire of the Ants (2000) - Far Gate (2000) - Warm Up (2000) - The Messenger (2000) - Fort Boyard (2001) - Monster Racer (2001) - Road to India: Between Hell and Nirvana (2001) - Open Kart (2001) - Tennis Masters Series (2001) - Times of Conflict (2001) - Druuna: Morbus Gravis (2001) - Syberia (2002) - Tennis Masters Series 2003 (2002) - Post Mortem (2002) - War and Peace (2002) - Ski Park Manager (2002) - Warrior Kings (2002) - Knight's Apprentice, Memorick's Adventures (2004) - Syberia II (2004) - Still Life (2005) - Sinking Island (October 2007) - Nostradamus - The Last Prophecy (2007) - Dracula 3 (2007) | Wanadoo Edition Dezvoltator Castleween , 2002 Inquisition , 2002 Editor New York Race , dezvoltat de Kalisto , 2001 Snow cross , dezvoltat de Vicarious Visions , 2001 Kirikou , dezvoltat de Etranges libellules , 2001 Hitchcock: the final cut , dezvoltat de Arxel Tribe , 2001 Loch ness , dezvoltat de Galiléa , 2001 Pink Panther , dezvoltat de Etranges libellules , 2002 Roland Garros 2002 , dezvoltat de Carapace , 2002 Project Zero , dezvoltat de Tecmo , 2002 Robin hood: the Legend of Sherwood , dezvoltat de Spellbound , 2002 Kohan: Battles of Ahriman , dezvoltat de Timegate , 2002 Iron Storm , dezvoltat de 4X , 2002 (versiunea pentru PS2 dezvoltată de Rebellion Developments ca World War Zero: Iron Storm ) Sherlock Holmes: The Mystery of the Mummy , dezvoltat de Frogwares , 2002 Haegemonia: Legions of Iron , dezvoltat de Digital Reality , 2002 Celtic Kings: Rage of War , dezvoltat de Haemimont , 2002 Gremlins: Stripe vs Gizmo , dezvoltat de Magic Pockets , 2002 Speedball 2 , dezvoltat de Crawfish , 2002 Roland Garros 2003 , dezvoltat de Carapace , 2003 Pro Beach Soccer , dezvoltat de PAM , 2003 Curse: the Eye of Isis , dezvoltat de Asylum , 2003 Rygar: The Legendary Adventure , dezvoltat de Tecmo , 2003 Raging Blades , dezvoltat de PCCWJ , 2003 Haegemonia: the SOLON Heritage , dezvoltat de Digital Reality , 2003 Distribuitor Arabian Nights , dezvoltat de Silmarils și publicat de Visiware , 2001 Dark Age of Camelot , dezvoltat de Mythic și publicat de Goa , 2002 Ring II , dezvoltat și publicat de Arxel Tribe , 2002 Platoon , dezvoltat de Digital Reality și publicat de Monte Cristo , 2002 Micro commandos , dezvoltat și publicat de Monte Cristo , 2002 Dino Island , dezvoltat și publicat de Monte Cristo , 2002 Agassi Tennis Generation , dezvoltat de Aqua Pacific și publicat de Cryo , 2002 Extreme Ghostbusters Code Ecto-1 , dezvoltat de Magic Pockets și publicat de LSP , 2002 |